# Semiahmoo
Semiahmoo (Birch Bay Indijanci; ime prema lokalitetu), Pleme američkih Indijanaca porodice Salishan nastanjeno oko istoimenog zaljeva u sjeverozapadnom Washingtonu i susjednoj jugozapadnoj Britanskoj Kolumbiji, odnosno od Boundary Baya na sjeveru do Birch Baya na jugu. Godine 1843. bilo ih je oko 300, a 1909. svega 38 u Britanskoj Kolumbiji, dok su na američkoj strani nestali. Značenje imena ovog plemena nije odgonetnuto, a sačuvalo se i u nazivu zaljeva i naselja u okrugu Whatcom. Većinu populacije izgubili su epidemijom boginja 1782. Poglavito su se bavili ribolovom, agrikulture nisu poznavali, što je tipično Indijancima Sjeverozapadne obale. Semiahmooo nisu imali klanske, političke niti kakve druge organizacije, a domaćinstva su bila autonomna. Danas je preživjela tek jedna manja banda (Semiahmoo Indian band) na rezervatu u blizini međunarodne granice.

## Vanjske poveznice
- bThe Semiahmoo People